# موزه ملی پستی (آمریکا)

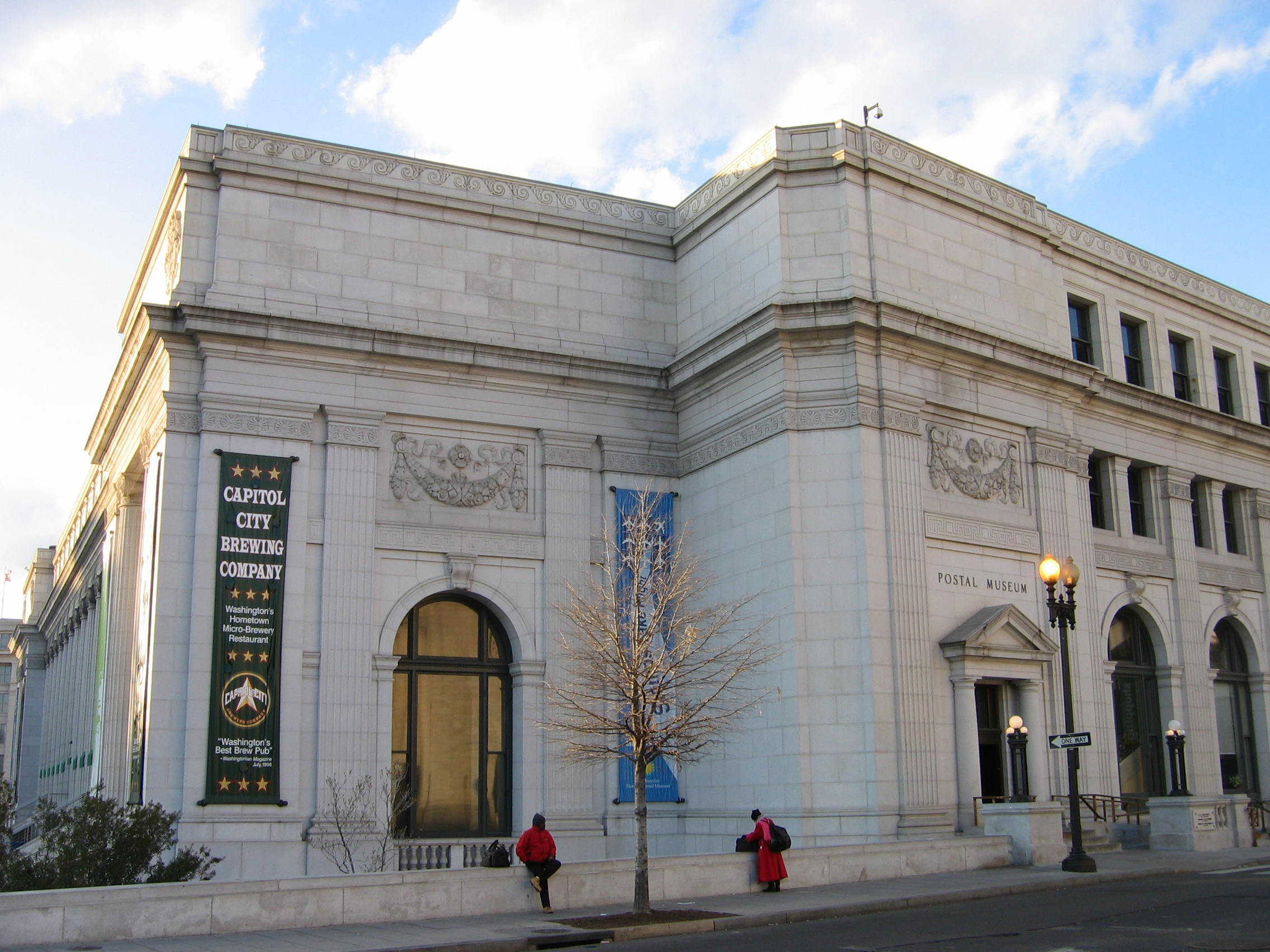

موزه ملی پستی (به انگلیسی: National Postal Museum) یکی از مراکز فرهنگی ایالات متحده آمریکا است.
این موزه متعلق به مؤسسه اسمیتسونین است.

## نگارخانه

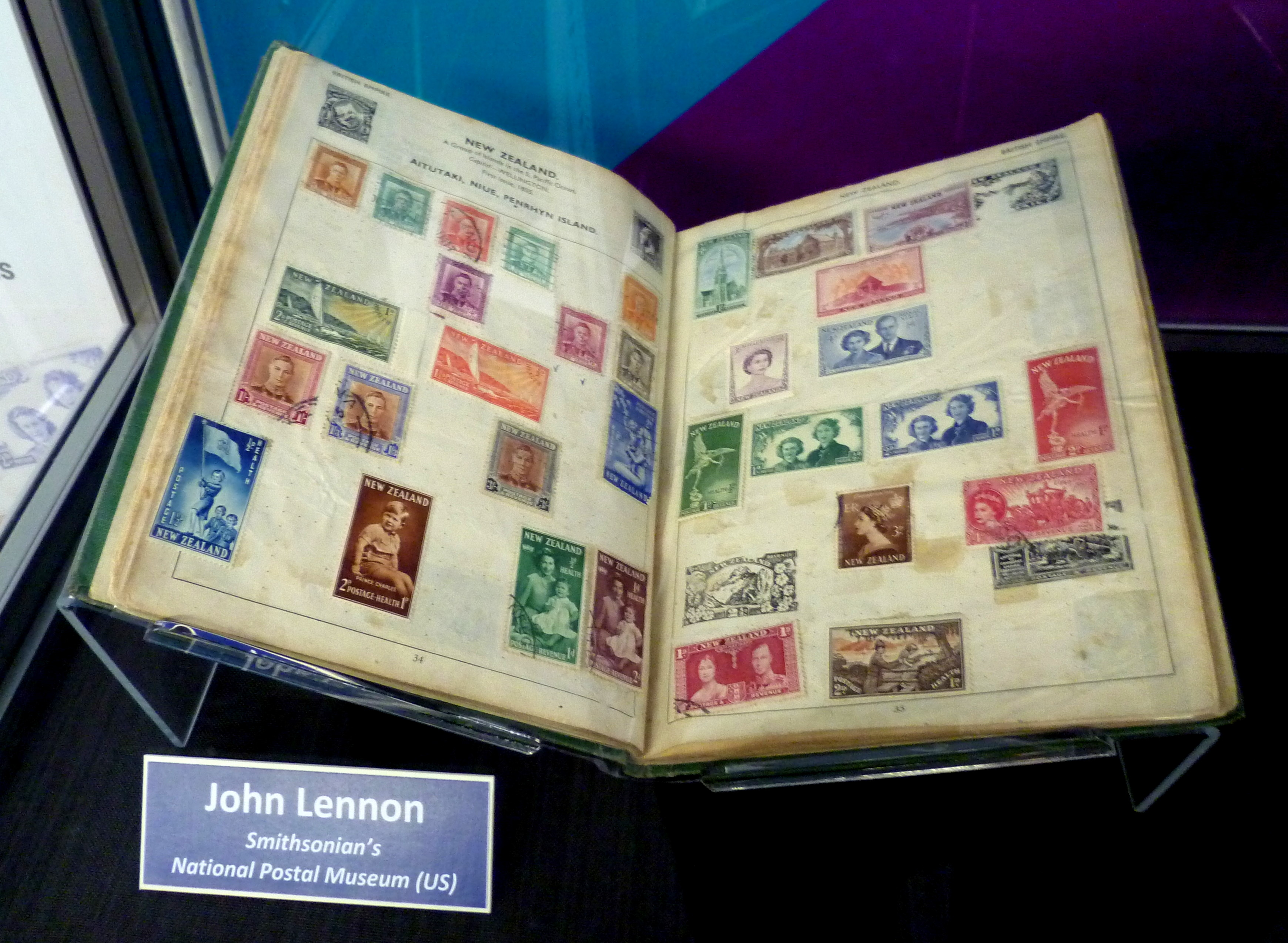